# Boldog Mária Pia Mastena nővér
Boldog Mária Pia Mastena (Bovolone, 1881. december 7. – Róma, 1951. június 28.) római katolikus apáca. Neve a Jézus Szent Arca tisztelettel és a Jézus Szent Arca nővérei Kongregáció megalapításával kapcsolatosan ismert.

## Élete
A Verona tartománybeli Bovolone közelében született Olaszországban, Mária Tereza Mastena néven, Julius Mastena üzletember és Antonia Casarotti tanárnő legidősebb gyermekeként.
Az iskoláztatása otthon kezdődött (édesanyja tanította meg írni és olvasni) és látogatta az Irgalmasság Nővéreinek a gondozásában álló óvodát. 9 éves volt, amikor első misztikus élményét megtapasztalta, amelyet a Jézus Szent Arca iránti tisztelet jellemzett. Gyermekkorának vallásos élményeire alapozva tanulmányait abbahagyta, hogy húszévesen, 1901. szeptember 3-án belépjen a veronai Irgalmas Nővérek konventjébe, és 1903. október 24-én letette a szerzetesi fogadalmat. Ekkor a Gyermek Jézusról nevezett Passitea nővér nevet nyerte el. Elöljáróinak engedelmeskedve folytatta tanulmányait, 1907-ben a Veronában lévő Carlo Montanari-féle Intézetben általános iskolai tanári és tanítói oklevelet szerzett. Képesítésével a Mianeben, Treviso hegyei között alapított közösségbe áthelyezve, elöljáróként és tanárként dolgozott, részt vett a katolikus egyesületek és a plébánia életében is. Az első világháború folyamán a piavei csaták helyszínéhez közel lévén, segítő, ápolói szolgálatot végzett.
A háborús élmények és édesanyja halála megérlelte benne a szemlélődő élet iránti vágyat, mely arra késztette, hogy 1927. április 15-én pápai engedéllyel hét hónapra a vegliei Szent Jakab monostorba vonuljon el, mint ciszteri apáca, s itt vette fel a Maria Pia szerzetesi nevet is.
Ugyanez év novemberében, Beccegato Eugenio, Vittorio Veneto püspöke megkérte őt a konvent elhagyására, és a tanítás folytatására.
Ezért 1927 és 1930 között visszatért az oktatás területére, először Mianebe, majd Carpesicaba, végezetül pedig San Fiorba. Itt szegényes anyagi lehetőségeivel egy kis közösséget szervezett („Pia opera del soccorso” néven), amelynek célja a rászoruló gyermekek segítése és nevelése, valamint a szegény lányok étkeztetése és mesterségre való tanítása volt.
Ebben az időszakban kezdett körvonalazódni egy olyan alapítás terve, amely elköteleződött Jézus Szent Arcának tisztelete iránt, s amely mélyen az ő Krisztus szenvedő arca iránti tiszteletében gyökerezett. Így született meg San Fiorban a Szent Arc Nővérei Intézet, melyet 1932 októberében a püspök engedélyezett mint rendet. (1935 és 1936 között az új rend kétszer is feloszlatásra került, miután a helyi klérusból többen ellene voltak.) 1936. december 8-án Teresa Mastena ismét Maria Pia-ra változtatta nevét.
A kongregáció célja a társadalom szükségleteihez igazodó apostolkodás a plébánián, az iskolákban, a betegek között, az idősek otthonában. 
Az 1940-es évek közepe táján a rend elkezdett más olasz városokban is közösségeket alapítani. Ez a második világháború folyamán történt, és az ő rendje tevékenyen részt vett a katonák és a háborús áldozatok sebeinek enyhítésében, a rászorulók ingyen étkeztetésében, s mindezt anélkül, hogy különbséget tett volna az emberek (olaszok, németek, vagy más nemzetek tagjai) között.
A rendje 1947. december 10-én kapott jóváhagyást a Pápai Jogi Kongregációtól. 
1949-ben Mária Pia Rómában, az Aventinus-dombon is alapítani akart egy klinikát, amelynek működtetését a Szent Arc nővérei végezték volna. Azonban 1950 és 1951 között egészsége megrendült, szívrohamot kapott, ezért fel kellett hagynia a szervező tevékenységével és a Rómába való utazgatásokkal. 
1951. június 28-án, Rómában hunyt el. Veranóban temették el, majd 1953. december 26. óta földi maradványai a rend anyaházában nyugszanak San Fiorban.
2002. július 5-én Mária Pia Mastena nővért II. János Pál pápa tiszteletreméltónak nyilvánította, majd 2005. november 13-án XVI. Benedek pápa boldoggá avatta.

## Tisztelete
- 2014 februárjában Maria Pia Mastena tiszteletére felavatták az első olaszországi emlékművet szülővárosában, Bovolonéban.[1]
- 2015 novemberében San Fiorban mutatták be a „Se ami la vita” (Ha szereted az életet) című filmet Boldog Mária Pia nővér, a Szent Arc Nővérek rendalapítójának életéről, melyet Thomas Toffoli rendezett és Alex Francesco Newsome írt.[2]